# Gentiana olgae
Gentiana olgae är en gentianaväxtart som beskrevs av Eduard August von Regel och Johannes Theodor Schmalhausen. Gentiana olgae ingår i släktet gentianor, och familjen gentianaväxter. Inga underarter finns listade i Catalogue of Life.